# Feilenforst
Der Feilenforst, früher auch Geisenfelder Forst genannt, ist mit rund 2400 Hektar das größte zusammenhängende Waldgebiet im Landkreis Pfaffenhofen. Er dehnt sich von Sankt Kastl im Süden bis Ernsgaden im Norden und von Baar-Ebenhausen im Westen bis Geisenfeldwinden im Osten aus. Er gehörte zum Forstamt Geisenfeld, das im Zuge der bayerischen Forstreform aufgelöst wurde. Heute ist das Amt für Ernährung, Landwirtschaft und Forsten Pfaffenhofen und der Forstbetrieb Freising der Bayerischen Staatsforsten für den Feilenforst zuständig.

## Anliegergemeinden
Anliegergemeinden sind Geisenfeld, Ernsgaden, Baar-Ebenhausen, Reichertshofen und Rohrbach.

## Geschichte
Als der Feilenforst noch ein namenloser Urwald war, wurde Graf Eberhard von Ebersberg von Kaiser Otto mit dem Feilenforst belehnt. Graf Eberhard übergab, als Stifter des Klosters Geisenfeld, diesem 1030 den Feilenforst. Später überließen die Äbtissinnen des Klosters die Jagd im Feilenforst den bayerischen Herzögen und Kurfürsten. Diese veranstalteten im Forst zahlreiche aufwendige Hofjagden.
Im Mittelalter war der Feilenforst ein lichter Laubmischwald, später, als die Forstnutzung andere Maßstäbe setzte, wurde der Wald zu einem großen Teil in eine Nadelholz-Monokultur verwandelt.
1935 wurde am Nordrand des Feilenforstes mit dem Bau des Militärflugplatzes Manching begonnen. Nach Kriegsende wurden die zerbombten Werfthallen demontiert und alles was Geld brachte verkauft. Erst 1955 wurde mit dem Bau einer neuen Betonstartbahn begonnen, die heute knapp 3 km lang ist. Das Flughafengelände besitzt heute zwei Start- und Landebahnen. Auf dem Gelände haben die Wehrtechnische Dienststelle 61, Airbus Defence and Space und die IMA GmbH ihren Sitz.

## Naturschutzgebiet
Im Nordosten des Waldgebietes liegt das Naturschutzgebiet „Nöttinger Viehweide und Badertaferl“, welcher bereits 1943 als Naturschutzgebiet ausgewiesen und 1986 erweitert wurde. Es umfasst eine Größe von 148 Hektar. Der unter Naturschutz stehende Teil und weitere Staatswaldflächen sind zudem Bestandteil des FFH-Gebiets 7335-371 „Feilenmoos mit Nöttinger Viehweide“. Es handelt sich um eine alte Kulturlandschaft, die durch dauerhafte Bewirtschaftung entstanden ist.